# Петров, Михаил Арсеньевич
Михаил Арсеньевич Петров (1899—1975) — советский учёный-электротехник, доктор технических наук, профессор.
Родился 22 января 1899 г. в деревне Войлово Тверской губернии. В 1908 г. переехал с семьёй в город Раменское.
После окончания Московского среднего технического училища (1918) работал электромехаником в Московском практическом электротехническом институте и одновременно учился там же (окончил в 1921 г. со званием инженера по электрооборудованию фабрик и заводов).
С 1921 г. преподаватель, затем старший преподаватель кафедры «Основы электротехники» в Московском институте инженеров путей сообщения, а затем на только что открывшихся Высших технических курсах (ВТК), а с 1924 — в МИИТ, образованном в результате объединения двух этих вузов, с 1931 г. зав. кафедрой и одновременно декан электротехнического факультета.
В 1931 г. тяговый факультет, в который входила кафедра «Основы электротехники», был выделен из МИИТа и преобразован вначале в Московский механический, а затем в Московский электромеханический институт инженеров транспорта (МЭМИИТ) им. Ф. Э. Дзержинского.
С 1937 г. М. А. Петров — заместитель начальника МЭМИИТ по научно-учебной работе и одновременно начальник кафедры «Электротехника».
С 1935 г. доцент, в 1937 г. присвоена ученая степень кандидата (по совокупности научных трудов), а в 1940 г .— доктора технических наук. В марте 1941 г. утверждён в ученом звании профессора.
В 1941—1942 гг. в эвакуации в Томске.
В 1942—1945 гг. первый заместитель начальника Главного управления учебными заведениями НКПС.
С 1945 г. снова возглавил кафедру «Основы электротехники» МЭМИИТа, а с 1954 г. (после объединения МЭМИИТа с МИИТом) — кафедру «Электротехника» МИИТа.
В 1947—1948 гг. начальник МЭМИИТа, а в 1948—1950 гг. заместитель начальника.
В 1953—1954 гг. в командировке в Чехословакии и Польше.
С 1954 до 1971 г. — начальник кафедры «Общая электротехника» МИИТ. С 1971 г. профессор-консультант кафедры «Теоретические основы электротехники».
С 1958 г. член экспертного совета по электротехнике Высшей аттестационной комиссии (ВАК), а затем до 1971 г. — его председатель.
Умер 29 мая 1975 г.
Награждён орденами Ленина, Трудового Красного Знамени, «Знак Почёта», медалями, нагрудным знаком «Почётный железнодорожник».